# Zertifikat Medizinische Informatik
Das Zertifikat Medizinische Informatik ist ein von den wissenschaftlichen Fachgesellschaften Deutsche Gesellschaft für Medizinische Informatik, Biometrie und Epidemiologie (GMDS) und Gesellschaft für Informatik (GI) sowie dem Berufsverband Medizinischer Informatiker (BVMI) verliehenes, im deutschen Sprachraum hoch angesehenes Qualifikationszeugnis, das die Befähigung von Inhabern zu Führungspositionen in der Informatik und Medizinischen Informatik belegt. Aufgrund der hohen Anforderungen an die Bewerber und des interdisziplinären Charakters wurden seit 1979 lediglich gut 250 Zertifikate (Stand September 2016: 252 Zertifikatsträger) vergeben. Die Bewerber stammen aus Deutschland, Österreich und der Schweiz.

## Voraussetzungen zum Erwerb des Zertifikats
Die Voraussetzungen zum Erwerb des Zertifikats sind laut der seit 2014 gültigen Vergabeordnung:
1. ein Hochschulstudium der Medizin, der Informatik oder der Medizinischen Informatik mit einem Abschluss als Diplom, Master oder Staatsexamen,
2. eine Weiterbildung, die das Eingangsstudium um die komplementären Fachgebiete ergänzt,
3. eine mindestens 5-jährige operationelle Tätigkeit auf dem Fachgebiet der Medizinischen Informatik,
4. der Nachweis von Managementkompetenz,
5. eine mündliche Aussprache mit der Kommission.
6. Die Zertifikatskommission kann ausführliche Stellungnahmen zu den Anträgen von Zertifikatsinhabern und Professoren für Medizinische Informatik einholen.

Antragsteller müssen detaillierte Kenntnisse in Ausbildung und Praxis in den folgenden Bereichen nachweisen:
- Medizinische Informatik
- Medizin
- Informatik
- sowie ein Nachweis in Managementkompetenzen

Die aktuelle Vergabeordnung mit ausführlichen Durchführungsrichtlinien ist im Internet verfügbar. Die Preisträger eines Jahres werden in den Geschäftsberichten der GMDS veröffentlicht.

## Geschichte des Zertifikats Medizinische Informatik
Auf Initiative von Peter Reichertz, der 1970 an der Medizinischen Hochschule Hannover die erste Abteilung für Medizinische Informatik (MI) in Deutschland gegründet hatte, fand vom 2. bis 4. Mai 1973 eine Arbeitstagung auf der Reisensburg bei Ulm statt, auf der zum ersten Mal in einer Gruppe von Medizinern und Informatikern Aus- und Weiterbildungsaspekte der MI diskutiert wurden. Eines der dabei erörterten Themen war die Einführung eines Zertifikats, das als Äquivalent zum Facharzt in der Medizin Informatikern und Medizinern gleiche Verantwortung auf Chefarztebene in der Medizin eröffnen sollte. Das Konzept lehnte sich an eine von der Deutschen Gesellschaft für Klinische Chemie verabschiedete Lösung an, die Medizinern und Chemikern gleichberechtigt die Möglichkeit eröffnete, leitend in der Labormedizin tätig zu sein und die, in Analogie zu anderen Chefärzten, Liquidationsberechtigung einschloss. Allerdings lehnten die Informatiker dieses Konzept ab. Sie empfanden die ärztlichen Standesstrukturen als obsolet und befürchteten, dass eine Gleichstellung von Informatikern und Medizinern in Gesundheitsinstitutionen – wenn überhaupt zu erreichen – nur sehr langfristig zu realisieren sein würde.
Als Kompromiss wurde zunächst die ärztliche Zusatzbezeichnung „Medizinische Informatik“ akzeptiert, die allerdings nicht dem umfassenden Weiterbildungsanspruch des Zertifikats MI gerecht werden konnte.
1977 wurde von GMDS (Gesellschaft für Medizinische Informatik, Biometrie und Epidemiologie) und GI (Gesellschaft für Informatik) die Einführung des Zertifikats „Medizinische Informatik“ beschlossen. Dieses Zertifikat bescheinigt dem Inhaber die Qualifikation, eine leitende Stellung insbesondere eine Professur auf dem Gebiet der MI zu übernehmen. Es bestätigt eine qualifizierte Weiterbildung auf dem Gebiet der MI.
1978 wurden die von einem gemeinsamen Arbeitsausschuss der GMDS und GI unter Federführung von Jochen Moehr, Universität Heidelberg, erarbeitete erste Fassung der Vergabeordnung für das Zertifikat MI verabschiedet: Eine gemeinsame von den beiden Gesellschaften GMDS und GI eingesetzte Kommission prüft in jedem Einzelfall die Erfüllung der Durchführungsrichtlinien. Mitglieder der Kommission kommen bisweilen auch aus den entsprechenden Fachgesellschaften in Österreich und der Schweiz.
Herr Professor Moehr war auch der erste Vorsitzende der Zertifikatskommission. Am 6. Juli 1979 wurden die ersten Zertifikate verliehen. Auf Jochen Moehr folgten als Vorsitzende der Kommission Peter Koeppe, Berlin (1983–1986), Friedrich Wingert, Münster (1987–1988), Carl-Theo Ehlers, Göttingen (1989–1994), Franz-Josef Leven, Heilbronn (1995–2008), Jürgen Stausberg, München (2009–2013) und Wendelin Schramm, Heilbronn (seit 2014).
Nach Novellierungen der Durchführungsrichtlinien 1979, 1993 und 2004, wurde 2012 in der Kommission die Aufnahme des Berufsverbands Medizinischer Informatiker BVMI beschlossen. Die aktuelle 5. Fassung der Vergabeordnung trat am 1. Januar 2014, von den Präsidenten der GMDS, der GI und des BVMI unterzeichnet, in Kraft.
Nach dem Vorbild des Zertifikats MI wurden 1982 das Zertifikat „Medizinische Biometrie“, 1993 das Zertifikat „Epidemiologie“ und 2000 das Zertifikat „Medizinische Dokumentation“ eingeführt.